# Världsmästerskapet i handboll för damer 1962
Världsmästerskapet i handboll för damer  1962 spelades i Rumänien 7-15 juli 1962. Rumänien vann turneringen före Danmark och Tjeckoslovakien. 

## Inledande omgång

### Grupp A
| Nr | Lag             | S | V | O | F | GM | IM | MS  | P |
| -- | --------------- | - | - | - | - | -- | -- | --- | - |
| 1  | Tjeckoslovakien | 2 | 1 | 1 | 0 | 23 | 12 | +11 | 3 |
| 2  | Sovjetunionen   | 2 | 1 | 0 | 1 | 16 | 24 | −8  | 2 |
| 3  | Västtyskland    | 2 | 0 | 1 | 1 | 15 | 18 | −3  | 1 |

| Hemma \ Borta   | Sovjetunionen | Tjeckoslovakien | Västtyskland |
| Sovjetunionen   | —             | —               | 11–8         |
| Tjeckoslovakien | 16–5          | —               | 7–7          |
| Västtyskland    | —             | —               | —            |

### Grupp B
| Nr | Lag     | S | V | O | F | GM | IM | MS  | P |
| -- | ------- | - | - | - | - | -- | -- | --- | - |
| 1  | Danmark | 2 | 2 | 0 | 0 | 20 | 11 | +9  | 4 |
| 2  | Ungern  | 2 | 1 | 0 | 1 | 21 | 16 | +5  | 2 |
| 3  | Japan   | 2 | 0 | 0 | 2 | 15 | 29 | −14 | 0 |

| Hemma \ Borta | Danmark | Japan | Ungern |
| Danmark       | —       | 12–7  | 8–4    |
| Japan         | —       | —     | —      |
| Ungern        | —       | 17–8  | —      |

### Grupp C
| Nr | Lag         | S | V | O | F | GM | IM | MS | P |
| -- | ----------- | - | - | - | - | -- | -- | -- | - |
| 1  | Rumänien    | 2 | 1 | 1 | 0 | 12 | 7  | +5 | 3 |
| 2  | Jugoslavien | 2 | 1 | 1 | 0 | 8  | 5  | +3 | 3 |
| 3  | Polen       | 2 | 0 | 0 | 2 | 6  | 14 | −8 | 0 |

| Hemma \ Borta | Socialistiska federativa republiken Jugoslavien | Polen | Rumänien |
| Jugoslavien   | —                                               | 5–2   | —        |
| Polen         | —                                               | —     | —        |
| Rumänien      | 3–3                                             | 9–4   | —        |

## Huvudturnering

### Grupp 1
| Nr | Lag             | S | V | O | F | GM | IM | MS | P |
| -- | --------------- | - | - | - | - | -- | -- | -- | - |
| 1  | Rumänien        | 2 | 2 | 0 | 0 | 16 | 10 | +6 | 4 |
| 2  | Tjeckoslovakien | 2 | 1 | 0 | 1 | 9  | 12 | −3 | 2 |
| 3  | Ungern          | 2 | 0 | 0 | 2 | 12 | 15 | −3 | 0 |

| Hemma \ Borta   | Rumänien | Tjeckoslovakien | Ungern |
| Rumänien        | —        | 7–3             | 9–7    |
| Tjeckoslovakien | —        | —               | 6–5    |
| Ungern          | —        | —               | —      |

### Grupp 2
| Nr | Lag           | S | V | O | F | GM | IM | MS  | P |
| -- | ------------- | - | - | - | - | -- | -- | --- | - |
| 1  | Danmark       | 2 | 2 | 0 | 0 | 17 | 9  | +8  | 4 |
| 2  | Jugoslavien   | 2 | 1 | 0 | 1 | 15 | 12 | +3  | 2 |
| 3  | Sovjetunionen | 2 | 0 | 0 | 2 | 9  | 20 | −11 | 0 |

| Hemma \ Borta | Danmark | Socialistiska federativa republiken Jugoslavien | Sovjetunionen |
| Danmark       | —       | 7–5                                             | 10–4          |
| Jugoslavien   | —       | —                                               | 10–5          |
| Sovjetunionen | —       | —                                               | —             |

## Placeringsmatcher

### Spel om sjunde- till niondeplats
| Nr | Lag          | S | V | O | F | GM | IM | MS  | P |
| -- | ------------ | - | - | - | - | -- | -- | --- | - |
| 7  | Polen        | 2 | 2 | 0 | 0 | 21 | 14 | +7  | 4 |
| 8  | Västtyskland | 2 | 1 | 0 | 1 | 19 | 11 | +8  | 2 |
| 9  | Japan        | 2 | 0 | 0 | 2 | 16 | 31 | −15 | 0 |

| Hemma \ Borta | Japan | Polen | Västtyskland |
| Japan         | —     | —     | —            |
| Polen         | 16–10 | —     | 5–4          |
| Västtyskland  | 15–6  | —     | —            |

### Match om femteplats
|  |  | Ungern | 12 – 10 | Sovjetunionen |  |  |
|  |  |        |         |               |  |  |
|  |  |        |         |               |  |  |
|  |  |        |         |               |  |  |

### Match om tredjeplats
|  |  | Tjeckoslovakien | 6 – 5 | Jugoslavien |  |  |
|  |  |                 |       |             |  |  |
|  |  |                 |       |             |  |  |
|  |  |                 |       |             |  |  |

### Final
|  |  | Rumänien | 8 – 5 | Danmark |  |  |
|  |  |          |       |         |  |  |
|  |  |          |       |         |  |  |
|  |  |          |       |         |  |  |

## Slutställning
| 1 | Rumänien        |
| 2 | Danmark         |
| 3 | Tjeckoslovakien |
| 4 | Jugoslavien     |
| 5 | Ungern          |
| 6 | Sovjetunionen   |
| 7 | Polen           |
| 8 | Västtyskland    |
| 9 | Japan           |

## Världsmästarna
- Liliana Borcea

- Irene Hector-Nagy

- Ana Botan-Stark

- Cornelia Constantinescu

- Edeltraut Frantz
- Aurora Leonte-Niculescu
- Iuliana Naco
- Iosefina Stefanescu-Ugron
- Aurelia Szoke-Salageanu
- Martina Constantinescu-Scheip
- Constanta Dumitrascu
- Elena Hedesiu
- Antoaneta Otelea-Vasile
- Victoria Dumitrescu
- Felicia Gheorghita
- Ana Nemetz

### Tränare
- Constantin Popescu,

- Nicolea Nedeff

### Fotnoter
1. ↑  ”IHF arkiv VM women 1962i Rumänien”. http://www.ihf.info/upload/PDF-Download/WomenWorldCh/rom62.pdf. Läst 2 mars 2019.